# ماکینگا
ماکینگا (به هلندی: Makkinga) یک منطقهٔ مسکونی در هلند است که در اوست‌استلینگ‌ورف واقع شده‌است. ماکینگا ۱٬۰۴۰ نفر جمعیت دارد.